# Greenville (Florida)
Greenville és una població dels Estats Units a l'estat de Florida. Segons el cens del 2000 tenia 837 habitants.

## Demografia
Segons el cens del 2000, Greenville tenia 837 habitants, 331 habitatges, i 220 famílies. La densitat de població era de 246,7 habitants/km².
Dels 331 habitatges en un 33,8% hi vivien nens de menys de 18 anys, en un 33,8% hi vivien parelles casades, en un 27,5% dones solteres, i en un 33,5% no eren unitats familiars. En el 31,4% dels habitatges hi vivien persones soles el 16,9% de les quals corresponia a persones de 65 anys o més que vivien soles. El nombre mitjà de persones vivint en cada habitatge era de 2,53 i el nombre mitjà de persones que vivien en cada família era de 3,16.
Per edats la població es repartia de la següent manera: un 31,3% tenia menys de 18 anys, un 7,2% entre 18 i 24, un 24,4% entre 25 i 44, un 19% de 45 a 60 i un 18,2% 65 anys o més.
L'edat mediana era de 35 anys. Per cada 100 dones de 18 o més anys hi havia 70,1 homes.
La renda mediana per habitatge era de 20.060 $ i la renda mediana per família de 21.484 $. Els homes tenien una renda mediana de 23.750 $ mentre que les dones 17.368 $. La renda per capita de la població era d'11.128 $. Entorn del 26,4% de les famílies i el 32,9% de la població estaven per davall del llindar de pobresa.

## Poblacions més properes
El següent diagrama mostra les poblacions més properes.